# Ziziphus crebrivenosa
Ziziphus crebrivenosa är en brakvedsväxtart som beskrevs av Charles Budd Robinson. Ziziphus crebrivenosa ingår i släktet Ziziphus och familjen brakvedsväxter. Inga underarter finns listade i Catalogue of Life.